# Incendie de Hambourg de 1842

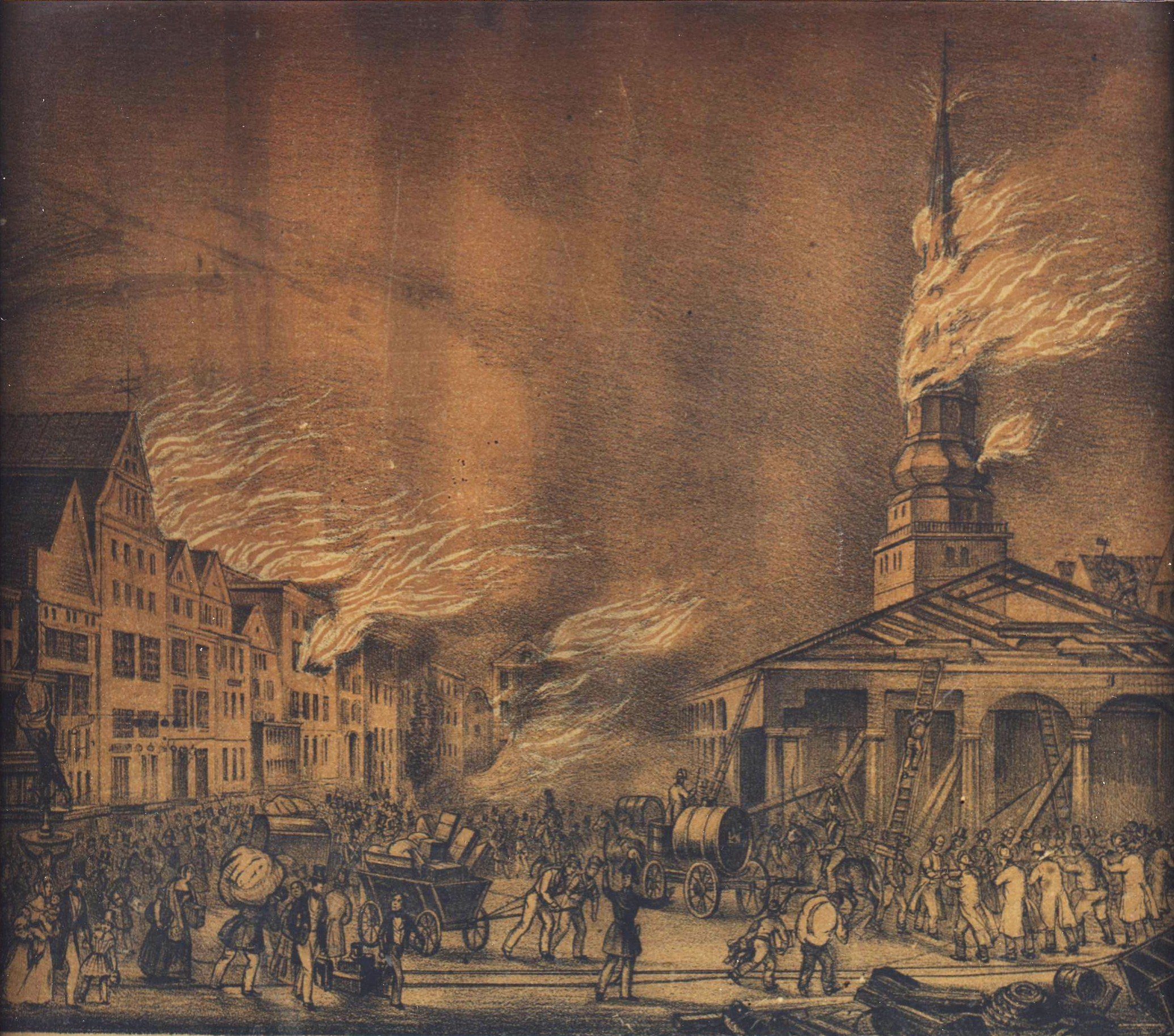
Le Hopfenmarkt et l'Église Saint-Nicolas de Hambourg en flammes, gravure du XIXe siècle.

L'incendie de Hambourg ravage la vieille ville de Hambourg du 5 au 8 mai 1842. On l'appelle aussi le grand Incendie (« Großer Brand »). Les flammes ont été visibles à plus de 50 kilomètres.

## Événements

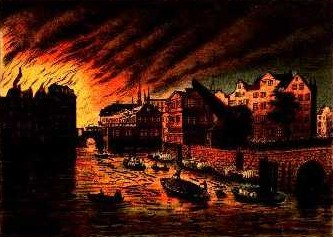
L'incendie près du Zollenbrücke.

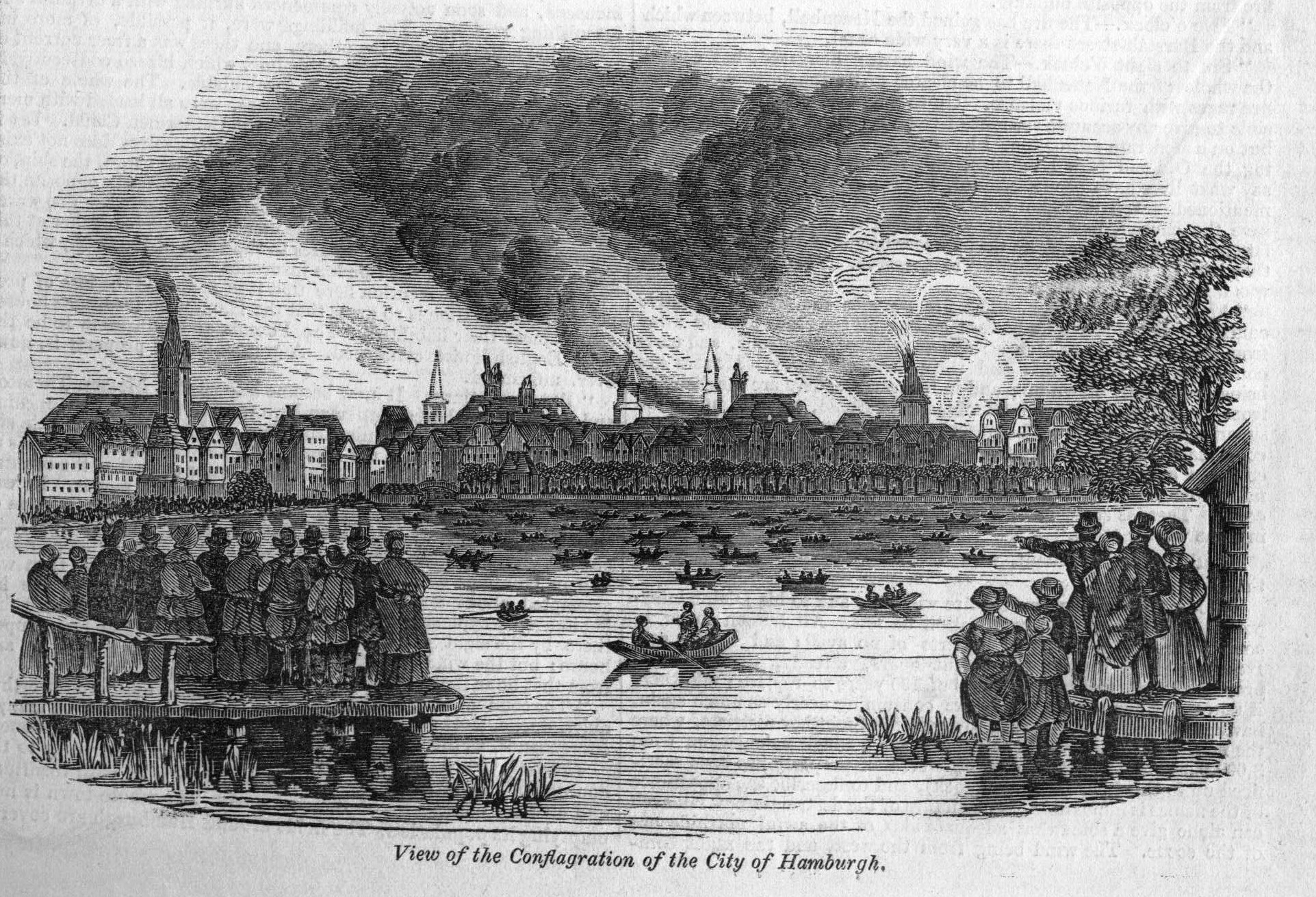
Illustration parue en 1842, dans The Illustrated London News.

L'incendie se déclenche le 5 mai 1842 à 1 heure au n°44, selon d'autres sources au n°42 de la Deichstraße, près du Nikolaifleet (de), un bras de l'Alster dans le quartier portuaire. La cause du départ de feu n'est pas connue. Les veilleurs de nuit ne tardent pas à constater que les pompiers ne peuvent ni l'éteindre ni l'empêcher de se propager aux maisons voisines. Il a fait très sec les jours précédents et les vents soufflent sans relâche. L'incendie se répand rapidement et menace même par moments de franchir le Nicolaifleet en direction de l'est, cependant on réussit à étouffer les feux qui se déclarent sur l'autre rive. Les flammes se propageant vers le nord et l'ouest, on commence à envisager d'arrêter leur progression en utilisant des explosifs.

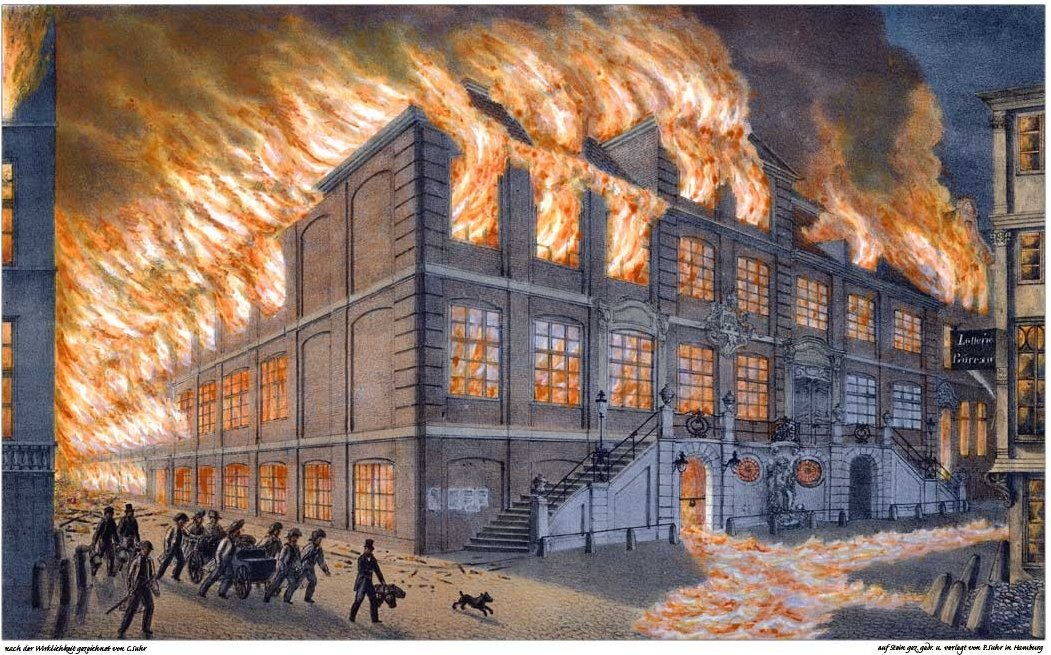
La Eimbecksche Haus est réduite en cendres le soir du 6 mai.

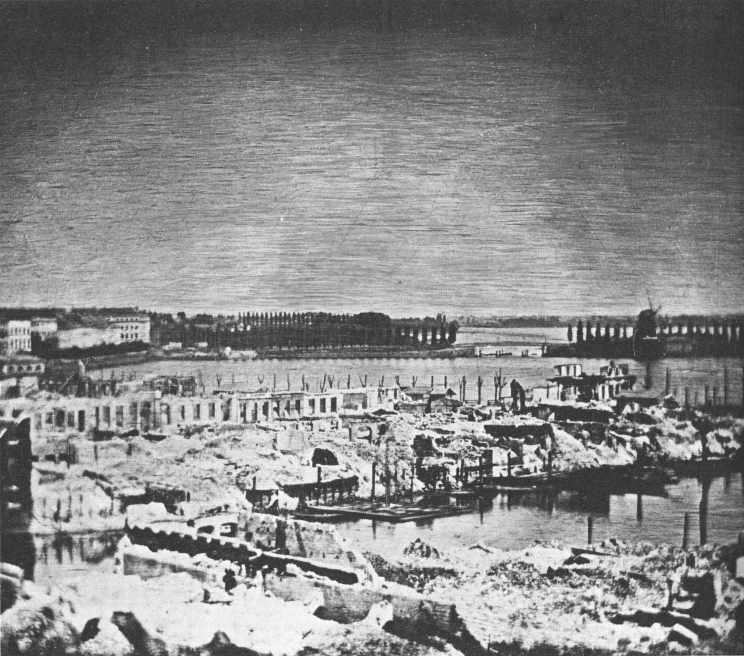
Prise de vue depuis le toit de la Bourse en direction du pont Lombardsbrücke. Ce daguerréotype d'Hermann Biow est l'une des premières photographies de Hambourg.

Le matin du 5 mai 1842, une grande partie du quartier Nicolaiviertel est touché. Dans l'église Saint-Nicolas ont lieu deux dernières messes, le matin et le midi. Vers 4 heures de l'après-midi, le clocher est en flammes et ne peut être sauvé malgré d'importants moyens mis en œuvre. On rapporte que les cloches auraient sonné sous l'effet de la chaleur avant que le clocher s'effondre et mette le feu à la nef.
En soirée, les flammes menacent la vieille mairie située au nord-est de l'église Saint-Nicolas, là où se trouve aujourd'hui la maison de la Société patriotique. Après qu'une grande partie des archives a été mise en lieu sûr, on se résout à faire exploser la mairie, mais l'opération est un échec, le feu réussit à repartir dans les décombres du bâtiment.

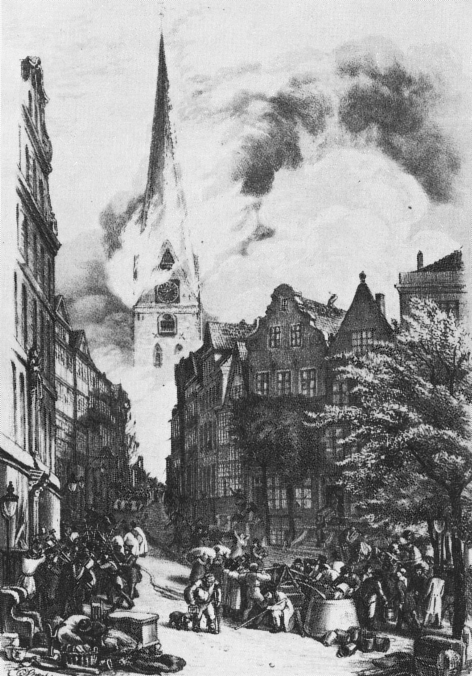
Incendie de l'église Saint-Pierre, lithographie d'Otto Speckter, avant 1871.

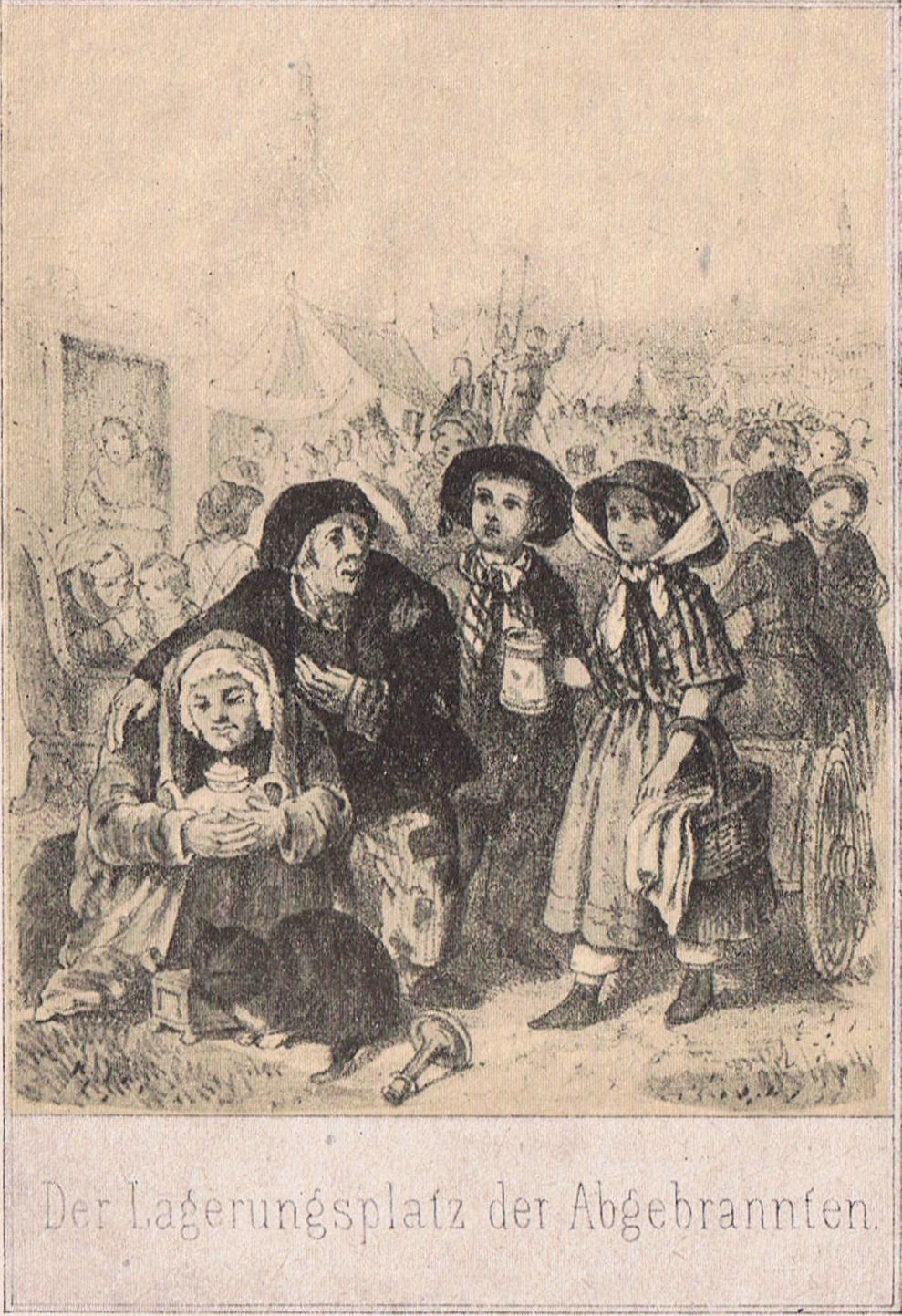
Illustration pour Roland et Elisabeth d'Elise Averdieck, par Johannes Sander.

Au cours de la journée du 6 mai, l'incendie se dirige vers le nord où se trouvent aujourd'hui le quartier de la Bourse et l'hôtel de ville. Il menace d'abord la nouvelle Bourse, achevée en 1841, qui peut finalement être sauvée, puis parvient à la place du Gänsemarkt. On parvient à stopper son avancée vers l'ouest à coups d'explosifs.
Il s'étend ensuite vers l'est et le nord, détruisant l'église Saint-Pierre et la chapelle Gertrudenkapelle qui ne sera pas reconstruite. Il est finalement arrêté par le cours de l'Alster et par le rempart de la ville. La dernière maison brûle le 8 mai dans la rue Kurze Mühren, dont le prolongement porte aujourd'hui le nom de « Brandsende », Fin de l'Incendie.

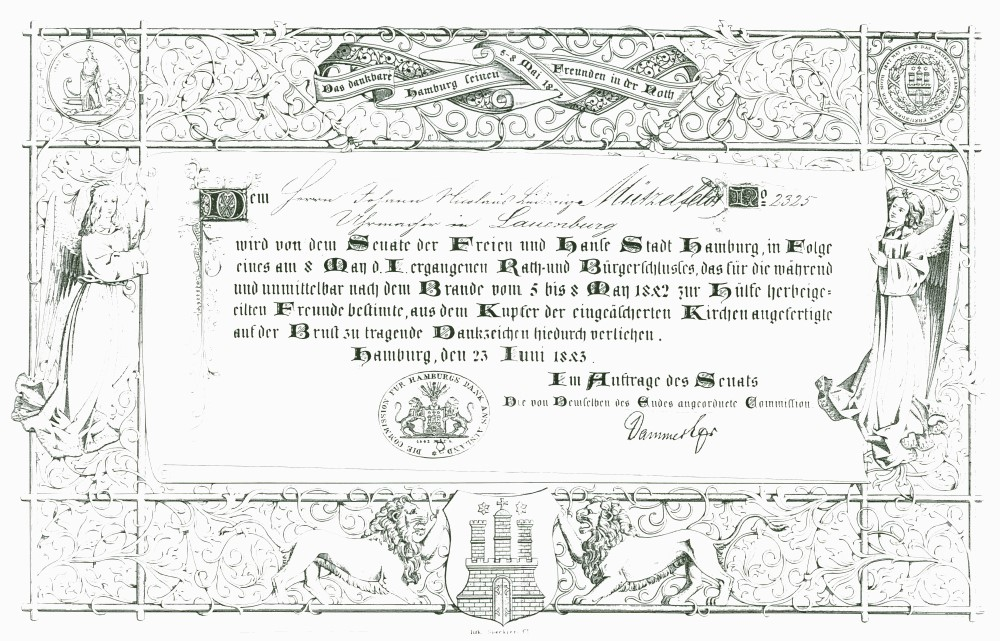
Certificat de mérite de la Petite Médaille du Feu de Hambourg.

Lors de l'incendie, des pompiers sont venus en renfort des villes d'Altona, Uetersen, Frondes, Wandsbek, Geesthacht, Lauenburg, Lübeck, Stade et Kiel.
Une commission est créée en mai 1843 pour honorer ceux qui se sont distingués dans la lutte contre l'incendie : pour l'occasion, le bronze et le cuivre des cloches récupérées est fondu en médailles et monnaies commémoratives.
Un événement important de l'histoire de Hambourg a dû être différé à cause du grand Incendie : l'ouverture de la première ligne ferroviaire de la ville qui devait entrer en activité le 7 mai. Au lieu d'invités d'honneur, les premiers trains emportent des réfugiés de la catastrophe hors de la ville

## Conséquences

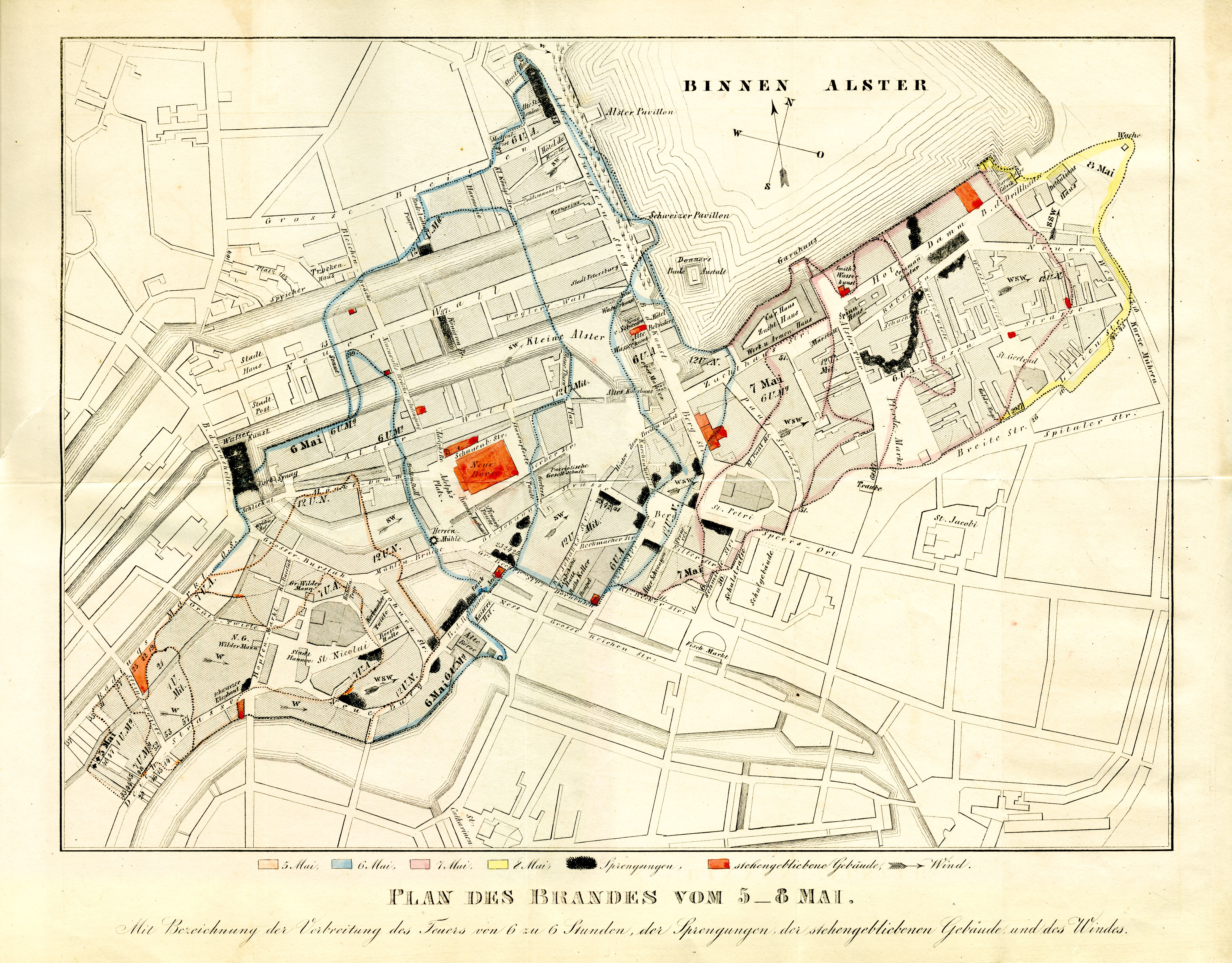
Carte d'époque de l'incendie.

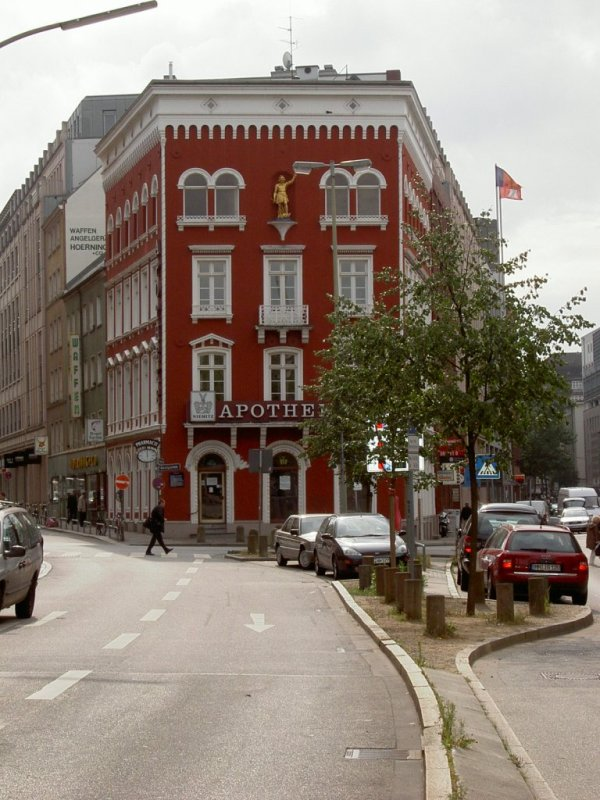
Bâtiment datant de la reconstruction.

Le Grand Incendie a ravagé plus d'un quart de la superficie de la ville. 51 personnes ont perdu la vie, le nombre de sans-abris est estimé à 20 000 personnes. Il y a eu environ 1 700 maisons détruites dans 41 rues. 102 entrepôts sont détruits, de même que trois églises (dont les églises Saint-Nicolas et Saint-Pierre), la mairie, la Banque, les Archives de la ville et le Commercium comprenant l'ancienne Bourse.

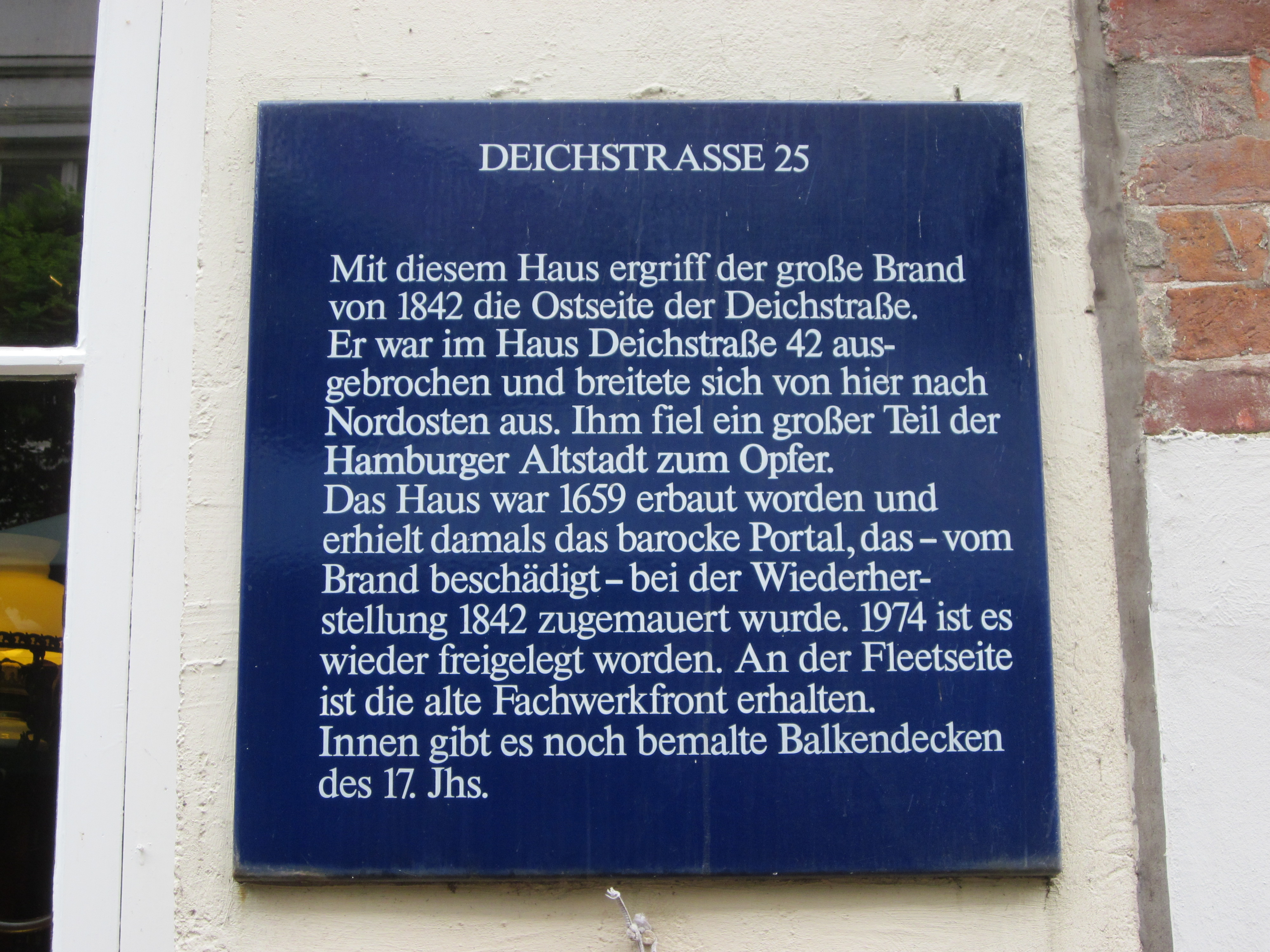
Plaque dans la Deichstraße.

Selon la Caisse d'indemnisation d'incendie de Hambourg, organisme public, 20 % des bâtiments sont détruits. La Caisse prend en charge des crédits qui ne seront remboursés que quarante ans plus tard. L'ensemble des dégâts est évalué à plus de 140 millions de marks. La Caisse d'indemnisation de Hambourg doit payer 45 millions de marks pour un montant assuré de 223 millions. Elle procède alors à l'émission d'obligations pour un montant de 48 millions de marks ; les créances ne seront honorées qu'en 1888.
Trois compagnies d'assurance privées de Hambourg font banqueroute, étant incapable de faire face aux demandes d'indemnisation. Cependant, les compagnies d'importance régionale ou internationale, dont des compagnies françaises et anglaises, résistent mieux et réussissent à effectuer les versements nécessaires en quelques semaines.
Pendant des années, la ville porte la marque des dévastations ; on y voit les logements de première nécessité édifiés pour loger les habitants, commerces et artisans sans domicile.
Les destructions importantes dans la vieille ville sont l'occasion de restructurer et de rénover le secteur. Le projet de réhabilitation est élaboré en 1842 par l'ingénieur anglais William Lindley, auquel participent deux architectes hambourgeois,
Alexis de Chateauneuf et Gottfried Semper. Le quartier entourant la petite Alster est complètement remanié, deux cours d'eau sont comblés et on aménage la place de la Mairie et celle du Marché ; il faudra compter 44 ans avant que soit posée la première pierre de l'actuel hôtel de ville de Hambourg et onze autres années avant son achèvement.
Les nouvelles constructions qui émergent sont à caractère néoclassique avec des emprunts au style des villes italiennes. Le bâtiment de la Poste dessiné par Alexis de Chateauneuf marque l'apparition du Rundbogenstil. Il n'en subsiste cependant que quelques exemples.
Il n'y a plus d'approvisionnement en eau, l'incendie ayant entièrement détruit les stations de pompage. On choisit de ne pas les reconstruire et on édifie un château d'eau dans le quartier Rothenburgsort. Les roues à aubes des moulins de l'Alster sont également détruites. Bien que leur technique soit dépassée, on choisit de construire un nouveau moulin rue de la Poste, alimenté par un réseau souterrain depuis la rivière.
Les travaux permettent de faire baisser la hauteur de retenue de l'Alster et rendent possible la viabilisation de terrains dans des endroits auparavant inondables. Ceci entraîne la démolition des remparts et en 1860 la fin de la Torsperre, la fermeture quotidienne au soir des portes de la ville.
L'assainissement urbain est l'occasion de creuser des canalisations souterraines. En outre commence la mise en place d'un réseau d'éclairage au gaz en remplacement des anciennes lampes à huile.
Des trois églises détruites, seules deux sont reconstruites. L'église Saint-Pierre retrouve à peu de chose près son aspect ancien qui reste aujourd'hui le sien ; la nouvelle église Saint-Nicolas devient, elle, l'un des bâtiments néogothiques les plus connus d'Allemagne, et son nouveau clocher reste longtemps le bâtiment le plus haut de la cité. Lourdement endommagé pendant la seconde Guerre mondiale, il ne subsiste plus du bâtiment que le clocher et quelques murs.
En raison des travaux de reconstruction, les tuileries au bord de l'Elbe et de l'Oste connaissent une période florissante.